# Draadnagel

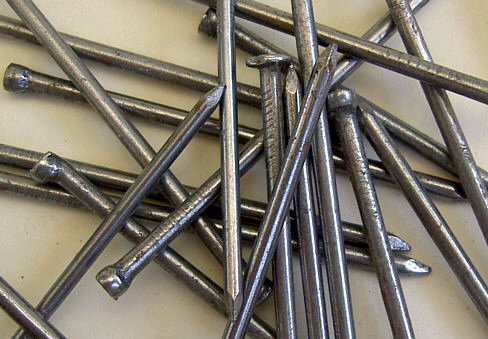
Draadnagels met platte en verloren kop

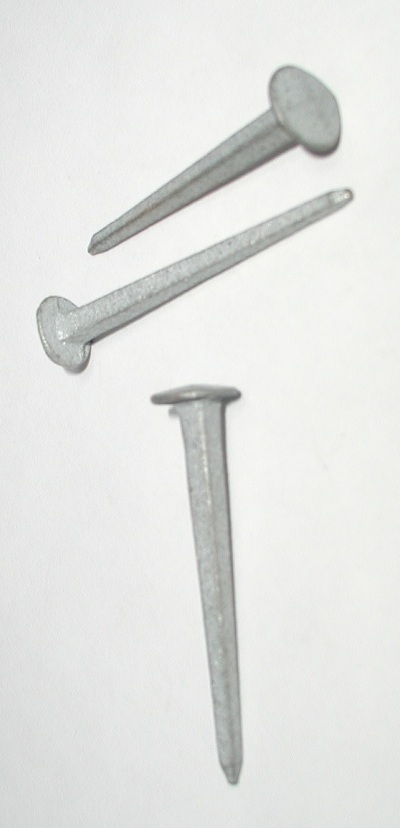
Vierkante spijkers

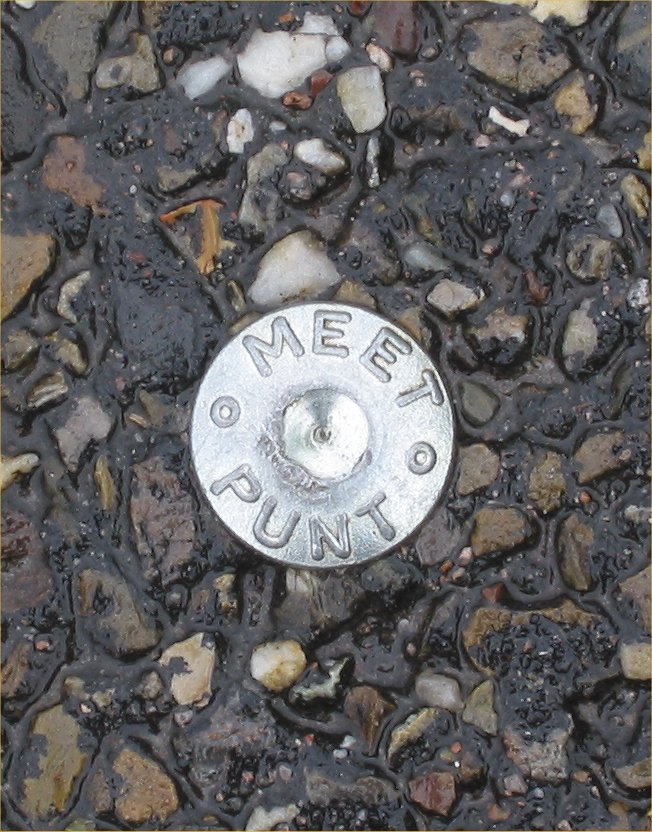
Meetspijker in het asfalt

Een draadnagel is een uit staaldraad vervaardigd object, aan één zijde gepunt en aan de andere zijde meestal voorzien van een kop, om twee of meer voorwerpen met elkaar te verbinden.

## Naam
In het dagelijks spraakgebruik wordt vaak over spijkers gesproken, terwijl draadnagels worden bedoeld. Een spijker is daarentegen een stukje smeedwerk, vierkant in doorsnede en taps toelopend.

## Gebruik
Draadnagels worden onder andere gebruikt om hout vast te spijkeren ("nagelen"). Ze worden met een hamer in het hout gedreven of met een spijkermachine of nagelpistool in het hout geschoten. Niet alleen de vorm en afmetingen van de nagel, maar ook de spijkertechniek is bepalend voor de sterkte van een nagelverbinding. In het algemeen kan gesteld worden dat lange dunne nagels beter zijn dan korte dikke. Als vuistregel geldt dat twee derde van de nagellengte voor de hechting in het onderliggende materiaal moet zorgen.

## Materiaal en productie
Draadnagels zijn gemaakt van staal, of beter gezegd van staaldraad (ijzerdraad). Ze worden tegenwoordig volautomatisch geproduceerd: kop stuiken en tegelijk aanpunten en de nagel afknippen. Voor speciale toepassingen zijn er gehard stalen nagels, onder andere voor het bevestigen in steen. Deze laatste spijkers kunnen bijna niet kromgeslagen worden, maar kunnen wel breken.

## Vorm
De meest gebruikte is de draadnagel met platgeruite kop. Voor werk waarbij de nagels zichtbaar blijven (zogenaamd zichtwerk), gebruikt men wel de draadnagel met verloren kop; deze vallen minder op doordat ook de kop in het hout wordt gedreven. Ook zijn er draadnagels met een soort schroefdraad of met weerhaakjes, die zeer moeilijk los te trekken zijn.
De lengte en dikte van draadnagels worden in millimeters op de verpakking aangegeven: bijvoorbeeld 50 × 3,0; dat is dus 50 mm lang en 3 mm dik. Oorspronkelijk werd de maatvoering in Franse Lignes aangeduid, waarbij met 12 Lignes 12 delen van een inch (25,4 mm) werd bedoeld. Zo stond op een pak (5 kg) als maat van de genoemde 50 x 3,0 mm draadnagels: 24/12 = 24 Lignes x draaddikte 12 = 3,0 mm. Een timmerman vroeg dan om "een pak 24/12".
Andere soorten zijn: ankernagel, bekistingsnagel, asfaltnagel, plaatnagel, betonspijker,
meetspijker, kopspijker en veel andere.

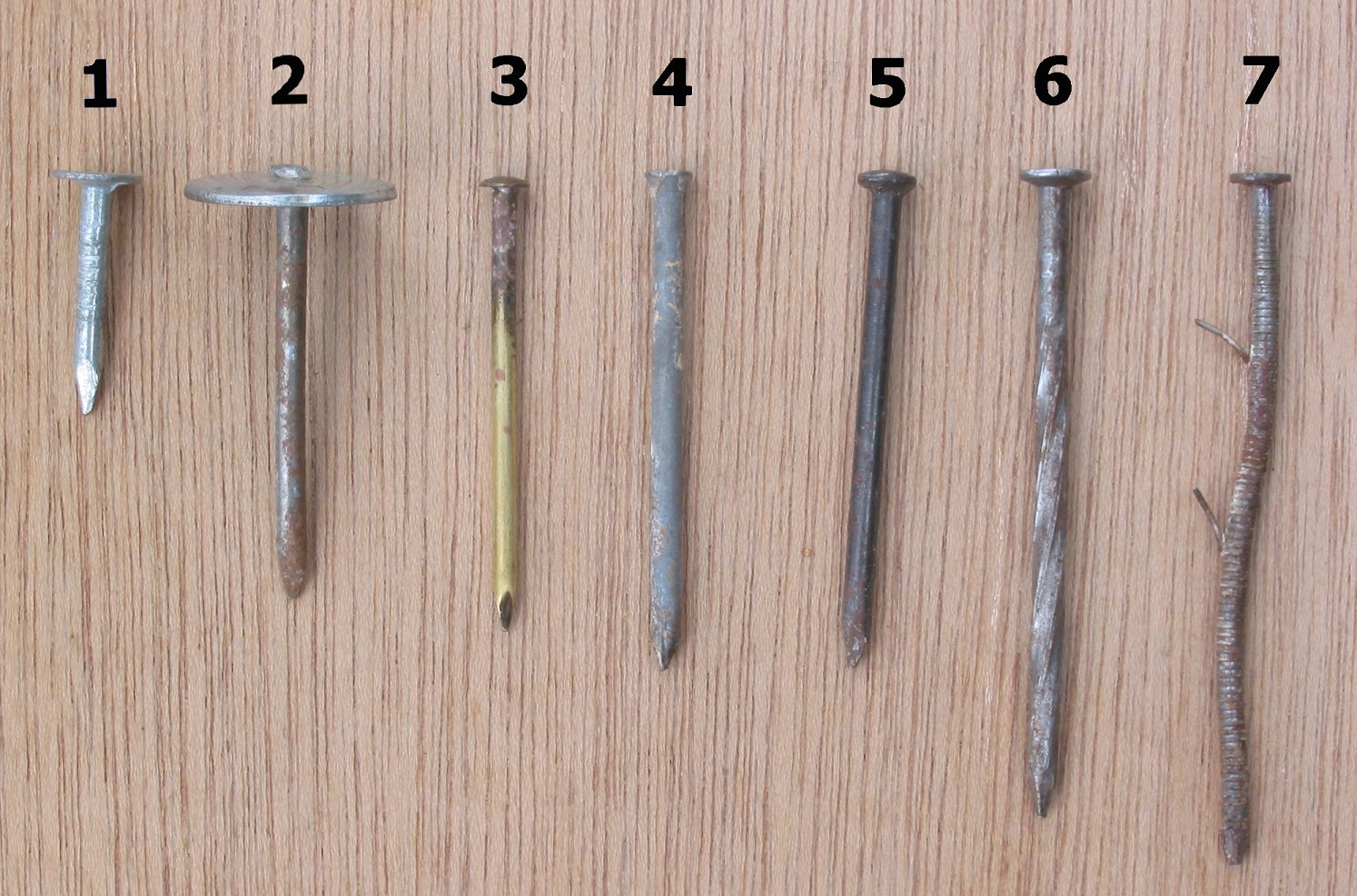